# Zulu kaMalandela

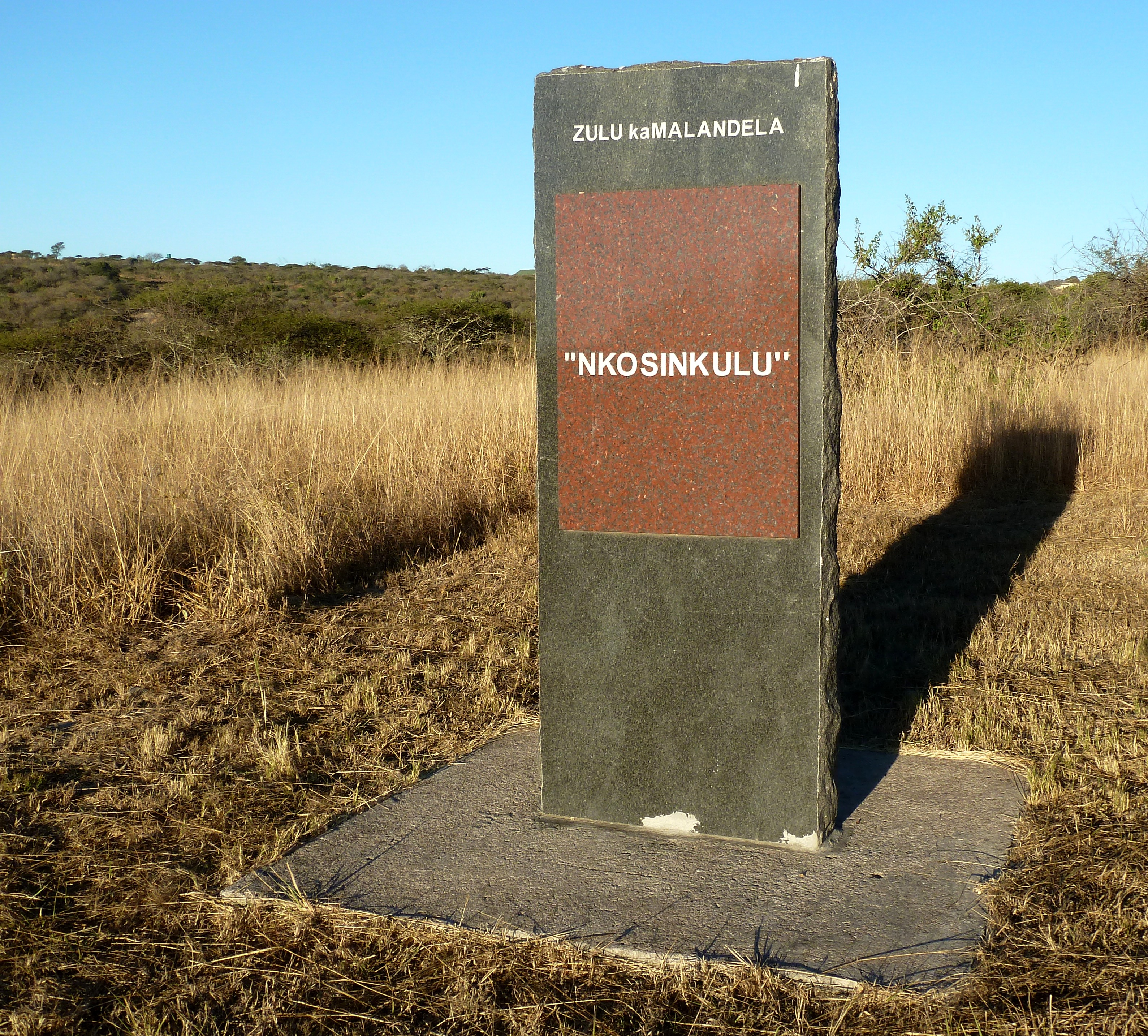
Monument bij het graf van koning Zulu

Zulu kaMalandela (c. 1627 – c. 1709) was een zoon van Malandela kaLuzumana en eerste koning van de Zoeloes tot 1709. Hij werd opgevolgd door zijn zoon Gumede kaZulu. Toen Malandela de vader van Ntombela en Zulu stierf deelde hij zijn rijk op in twee clans, de Qwabes onder Ntombela en de Zoeloes onder Zulu. In de Nguni taal betekent Zoeloe zoveel als hemel. Toen Ntombela opgevolgd werd door zijn zoon Qwabe verdreef die laatste zijn oom Zulu naar het noorden. Zo kwamen de Zoeloes via de Maputorivier in contact met de Portugezen van de Delagoabaai in het huidige Mozambique. Zulu wordt ook de Nkosinkulu (de grote heer en stichter van het vorstenhuis) genoemd.
Mnguni · Nkosinkulu · Mdlani · Luzumana · Malandela · Ntombela · Zulu · Gumede · Phunga · Mageba · Ndaba · Jama · Senzangakhona · Shaka · Dingane · Mpande · Cetshwayo · Dinuzulu · Solomon · Cyprian · Goodwill · Misuzulu